# Campeonato Paulista 2024
El Campeonato Paulista de Fútbol 2024 fue la 123.ª edición del principal campeonato de clubes de fútbol del estado de São Paulo (Brasil). El torneo es organizado por la Federación Paulista de Fútbol (FPF) y se extiendió desde el 20 de enero hasta el 7 de abril. Concede cinco cupos para la Copa de Brasil 2025 y tres cupos para el Campeonato Brasileño de Serie D para clubes no pertenecientes a la Serie A, Serie B o Serie C del Brasileirão.

## Sistema de juego
Los dieciséis clubes son divididos en cuatro grupos con cuatro equipos cada uno. En la primera fase, cada equipo enfrenta a todos los clubes de los otros grupos, totalizando de esta manera doce partidos jugados. Los dos primeros clasificados de cada grupo avanzan a cuartos de final, enfrentándose entre ellos a partido único en casa del club con mejor campaña en la primera fase. Las semifinales también son disputadas a partido único. La final se juega a partidos de ida y vuelta, sin tener en cuenta el gol en condición de visitante. En cada llave, en caso de empate, el ganador se decide a través de la tanda de penaltis.
Los dos equipos con peor puntaje en la tabla general descenderán al Campeonato Paulista Serie A2, la segunda categoría.

## Equipos participantes

### Ascensos y descensos
| Pos. | Descendidos en la temporada 2023 |
| ---- | -------------------------------- |
| 15.º | São Bento                        |
| 16.º | Ferroviária                      |

| Pos. | Ascendidos de la Serie A2 2023 |
| ---- | ------------------------------ |
| 1.º  | Ponte Preta                    |
| 2.º  | Novorizontino                  |

### Información de los equipos
| Equipo              | Ciudad                | Estadio (Capacidad)                | Posición 2023  | Títulos (último) |
| ------------------- | --------------------- | ---------------------------------- | -------------- | ---------------- |
| Água Santa          | Diadema               | Distrital do Inamar (10 000)       | 2.º            | 0                |
| Botafogo F. C.      | Ribeirão Preto        | Santa Cruz (29 292)                | 8.º            | 0                |
| Corinthians         | São Paulo             | Neo Química Arena (48 000)         | 7.º            | 30 (2019)        |
| Guarani             | Campinas              | Brinco de Ouro (30 000)            | 10.º           | 0                |
| A. A. Internacional | Limeira               | Major José Levy Sobrinho (18 000)  | 13.º           | 1 (1986)         |
| Ituano              | Itu                   | Novelli Júnior (18 560)            | 4.º            | 2 (2014)         |
| Mirassol            | Mirassol              | José María de Campos Maia (15 000) | 9.º            | 0                |
| Novorizontino       | Novo Horizonte        | Jorge Ismael de Biasi (12 398)     | 2.º (Serie A2) | 0                |
| Palmeiras           | São Paulo             | Allianz Parque (43 713)            | Campeón        | 25 (2023)        |
| Ponte Preta         | Campinas              | Moisés Lucarelli (19 728)          | 1.º (Serie A2) | 0                |
| Portuguesa          | São Paulo             | Canindé (21 004)                   | 14.º           | 3 (1973)         |
| Red Bull Bragantino | Bragança Paulista     | Nabi Abi Chedid (17 022)           | 3.º            | 1 (1990)         |
| Santo André         | Santo André           | Bruno José Daniel (12 000)         | 11.º           | 0                |
| Santos              | Santos                | Vila Belmiro (16 798)              | 12.º           | 22 (2016)        |
| São Bernardo FC     | São Bernardo do Campo | Primeiro de Maio (15 759)          | 5.º            | 0                |
| São Paulo           | São Paulo             | Morumbi (72 039)                   | 6.º            | 22 (2021)        |

## Sorteo
En base al reglamento, para determinar los participantes de cada grupo, se dividen a los dieciséis equipos en cuatro bombos. El primer bombo está asignado para los cuatro clubes más grandes del estado: Corinthians, Palmeiras, Santos y São Paulo. Del segundo al cuarto bombo, los clubes se distribuyen según su rendimiento en el campeonato del año anterior.
- Entre paréntesis, la posición de cada club en el Campeonato Paulista 2023

| Primera fase                                                            | Primera fase                                                                          | Primera fase                                                               | Primera fase                                                                |
| Bombo 1                                                                 | Bombo 2                                                                               | Bombo 3                                                                    | Bombo 4                                                                     |
| ----------------------------------------------------------------------- | ------------------------------------------------------------------------------------- | -------------------------------------------------------------------------- | --------------------------------------------------------------------------- |
| - Palmeiras (1.º) - São Paulo (6.º) - Corinthians (7.º) - Santos (12.º) | - Água Santa (2.º) - Red Bull Bragantino (3.º) - Ituano (4.º) - São Bernardo FC (5.º) | - Botafogo-SP (8.º) - Mirassol (9.º) - Guarani (10.º) - Santo André (11.º) | - Inter de Limeira (13.º) - Portuguesa (14.º) - Ponte Preta - Novorizontino |

## Primera fase

### Grupo A
| Pos. | Equipos     | PJ | PG | PE | PP | GF | GC | Dif. | Pts. | Clasificación |
| ---- | ----------- | -- | -- | -- | -- | -- | -- | ---- | ---- | ------------- |
| 1.   | Santos      | 12 | 8  | 1  | 3  | 18 | 11 | +7   | 25   | Fase final    |
| 2.   | Portuguesa  | 12 | 3  | 1  | 8  | 8  | 17 | −9   | 10   | Fase final    |
| 3.   | Santo André | 12 | 1  | 5  | 6  | 8  | 17 | −9   | 8    |               |
| 4.   | Ituano      | 12 | 1  | 3  | 8  | 5  | 18 | −13  | 6    |               |

### Grupo B
| Pos. | Equipos     | PJ | PG | PE | PP | GF | GC | Dif. | Pts. | Clasificación |
| ---- | ----------- | -- | -- | -- | -- | -- | -- | ---- | ---- | ------------- |
| 1.   | Palmeiras   | 12 | 8  | 4  | 0  | 20 | 9  | +11  | 28   | Fase final    |
| 2.   | Ponte Preta | 12 | 4  | 5  | 3  | 15 | 11 | +4   | 17   | Fase final    |
| 3.   | Água Santa  | 12 | 4  | 3  | 5  | 8  | 11 | −3   | 15   |               |
| 4.   | Guarani     | 12 | 2  | 4  | 6  | 10 | 14 | −4   | 10   |               |

### Grupo C
| Pos. | Equipos             | PJ | PG | PE | PP | GF | GC | Dif. | Pts. | Clasificación |
| ---- | ------------------- | -- | -- | -- | -- | -- | -- | ---- | ---- | ------------- |
| 1.   | Red Bull Bragantino | 12 | 6  | 3  | 3  | 13 | 9  | +4   | 21   | Fase final    |
| 2.   | Inter de Limeira    | 12 | 5  | 2  | 5  | 17 | 15 | +2   | 17   | Fase final    |
| 3.   | Corinthians         | 12 | 4  | 2  | 6  | 14 | 14 | 0    | 13   |               |
| 4.   | Mirassol            | 12 | 3  | 5  | 4  | 17 | 17 | 0    | 14   |               |

### Grupo D
| Pos. | Equipos         | PJ | PG | PE | PP | GF | GC | Dif. | Pts. | Clasificación |
| ---- | --------------- | -- | -- | -- | -- | -- | -- | ---- | ---- | ------------- |
| 1.   | São Paulo       | 12 | 6  | 4  | 2  | 20 | 12 | +8   | 22   | Fase final    |
| 2.   | Novorizontino   | 12 | 6  | 4  | 2  | 16 | 10 | +6   | 22   | Fase final    |
| 3.   | São Bernardo FC | 12 | 6  | 3  | 3  | 14 | 9  | +5   | 21   |               |
| 4.   | Botafogo-SP     | 12 | 3  | 3  | 6  | 8  | 16 | −8   | 12   |               |

Reglas de clasificación: 1) Puntos; 2) Partidos ganados; 3) Diferencia de gol; 4) Goles anotados; 5) Menor cantidad de tarjetas rojas; 6) Menor cantidad de tarjetas amarillas; 7) Sorteo.

## Fase final
|  | Cuartos de final | Cuartos de final    | Cuartos de final |                     |   | Semifinales      | Semifinales      | Semifinales      |  |   | Final                    | Final                    | Final                    | Final                    | Final                    |  |
|  | 16 y 17 de marzo | 16 y 17 de marzo    | 16 y 17 de marzo |                     |   | 27 y 28 de marzo | 27 y 28 de marzo | 27 y 28 de marzo |  |   | 31 de marzo y 7 de abril | 31 de marzo y 7 de abril | 31 de marzo y 7 de abril | 31 de marzo y 7 de abril | 31 de marzo y 7 de abril |  |
|  |                  |                     |                  |                     |   |                  |                  |                  |  |   |                          |                          |                          |                          |                          |  |
|  |                  |                     |                  |                     |   |                  |                  |                  |  |   |                          |                          |                          |                          |                          |  |
|  | 1B               | Palmeiras           | 5                |                     |   |                  |                  |                  |  |   |                          |                          |                          |                          |                          |  |
|  | 1B               | Palmeiras           | 5                |                     |   |                  |                  |                  |  |   |                          |                          |                          |                          |                          |  |
|  | 2B               | Ponte Preta         | 1                |                     |   |                  |                  |                  |  |   |                          |                          |                          |                          |                          |  |
|  | 2B               | Ponte Preta         | 1                |                     | 1 | Palmeiras        | 1                |                  |  |   |                          |                          |                          |                          |                          |  |
|  |                  |                     |                  |                     | 1 | Palmeiras        | 1                |                  |  |   |                          |                          |                          |                          |                          |  |
|  |                  |                     | 4                | Novorizontino       | 0 |                  |                  |                  |  |   |                          |                          |                          |                          |                          |  |
|  | 1D               | São Paulo           | 4                | Novorizontino       | 0 | 1 (4)            |                  |                  |  |   |                          |                          |                          |                          |                          |  |
|  | 1D               | São Paulo           |                  |                     |   |                  |                  |                  |  |   |                          |                          |                          |                          |                          |  |
|  | 2D               | Novorizontino (p)   | 1 (5)            |                     |   |                  |                  |                  |  |   |                          |                          |                          |                          |                          |  |
|  | 2D               | Novorizontino (p)   | 1 (5)            |                     |   |                  |                  |                  |  | 1 | Palmeiras                | 0                        | 2                        | 2                        |                          |  |
|  |                  |                     |                  |                     |   |                  |                  |                  |  | 1 | Palmeiras                | 0                        | 2                        | 2                        |                          |  |
|  |                  |                     | 2                | Santos              | 1 | 0                | 1                |                  |  |   |                          |                          |                          |                          |                          |  |
|  | 1A               | Santos (p)          | 2                | Santos              | 1 | 0                | 1                | 0 (4)            |  |   |                          |                          |                          |                          |                          |  |
|  | 1A               | Santos (p)          |                  |                     |   |                  |                  | 0 (4)            |  |   |                          |                          |                          |                          |                          |  |
|  | 2A               | Portuguesa          | 0 (2)            |                     |   |                  |                  |                  |  |   |                          |                          |                          |                          |                          |  |
|  | 2A               | Portuguesa          | 0 (2)            |                     | 2 | Santos           | 3                |                  |  |   |                          |                          |                          |                          |                          |  |
|  |                  |                     |                  |                     | 2 | Santos           | 3                |                  |  |   |                          |                          |                          |                          |                          |  |
|  |                  |                     | 3                | Red Bull Bragantino | 1 |                  |                  |                  |  |   |                          |                          |                          |                          |                          |  |
|  | 1C               | Red Bull Bragantino | 3                | Red Bull Bragantino | 1 | 3                |                  |                  |  |   |                          |                          |                          |                          |                          |  |
|  | 1C               | Red Bull Bragantino |                  |                     |   |                  |                  |                  |  |   |                          |                          |                          |                          |                          |  |
|  | 2C               | Inter de Limeira    | 0                |                     |   |                  |                  |                  |  |   |                          |                          |                          |                          |                          |  |
|  | 2C               | Inter de Limeira    | 0                |                     |   |                  |                  |                  |  |   |                          |                          |                          |                          |                          |  |
|  |                  |                     |                  |                     |   |                  |                  |                  |  |   |                          |                          |                          |                          |                          |  |

Nota: El equipo que ocupa la primera línea es el que define la serie como local.

| Campeón                         |
| Bandera del estado de São Paulo |
| ------------------------------- |
| Palmeiras 26.° título           |

## Clasificación general
| Pos. | Equipos             | PJ | PG | PE | PP | GF | GC | Dif. | Pts. | Nota                                   |
| ---- | ------------------- | -- | -- | -- | -- | -- | -- | ---- | ---- | -------------------------------------- |
| 1.   | Palmeiras           | 11 | 7  | 4  | 0  | 19 | 9  | +10  | 25   | Clasificado a la Copa de Brasil 2025.  |
| 2.   | Santos              | 11 | 7  | 1  | 3  | 15 | 9  | +6   | 22   | Clasificado a la Copa de Brasil 2025.  |
| 3.   | Red Bull Bragantino | 11 | 6  | 3  | 2  | 13 | 8  | +5   | 21   | Clasificado a la Copa de Brasil 2025.  |
| 4.   | São Paulo           | 11 | 5  | 4  | 2  | 17 | 10 | +7   | 19   | Clasificado a la Copa de Brasil 2025.  |
| 5.   | Novorizontino       | 11 | 5  | 4  | 2  | 14 | 10 | +4   | 19   | Clasificado a la Copa de Brasil 2025.  |
| 6.   | Inter de Limeira    | 11 | 5  | 2  | 4  | 15 | 12 | +3   | 17   | Clasificado a la Serie D 2025.         |
| 7.   | Ponte Preta         | 11 | 4  | 5  | 2  | 15 | 10 | +5   | 17   |                                        |
| 8.   | Portuguesa          | 11 | 3  | 1  | 7  | 8  | 15 | −7   | 10   | Clasificado a la Serie D 2025.         |
| 9.   | São Bernardo FC     | 11 | 5  | 3  | 3  | 12 | 9  | +3   | 18   |                                        |
| 10.  | Água Santa          | 11 | 4  | 2  | 5  | 8  | 11 | −3   | 14   | Clasificado a la Serie D 2025.         |
| 11.  | Mirassol            | 11 | 3  | 5  | 3  | 17 | 15 | +2   | 14   |                                        |
| 12.  | Corinthians         | 11 | 4  | 1  | 6  | 14 | 14 | 0    | 13   |                                        |
| 13.  | Botafogo-SP         | 11 | 3  | 3  | 5  | 8  | 15 | −7   | 12   |                                        |
| 14.  | Guarani             | 11 | 1  | 4  | 6  | 9  | 14 | −5   | 7    |                                        |
| 15.  | Ituano              | 11 | 1  | 3  | 7  | 3  | 16 | −13  | 6    | Descendido al Paulistão Serie A2 2025. |
| 16.  | Santo André         | 11 | 0  | 5  | 6  | 7  | 17 | −10  | 5    | Descendido al Paulistão Serie A2 2025. |

Reglas de clasificación: 1) Puntos; 2) Partidos ganados; 3) Diferencia de gol; 4) Goles anotados; 5) Menor cantidad de tarjetas rojas; 6) Menor cantidad de tarjetas amarillas; 7) Sorteo.

Nota: Água Santa, Inter de Limeira, Portuguesa y Santo André son los únicos equipos que pueden optar por los tres cupos para la Serie D 2025.

## Goleadores
| Jugador           | Equipo    | Goles |
| ----------------- | --------- | ----- |
| José Manuel López | Palmeiras | 10    |
| Dellatorre        | Mirassol  | 7     |
| Raphael Veiga     | Palmeiras | 7     |